# Cherie DeVille
Cherie DeVille (Durham, 30 agosto 1978) è un'attrice pornografica statunitense.

## Carriera
Nata il 30 agosto 1978 nella città di Durham (Carolina del Nord), in una famiglia di origine franco-canadesi è cresciuta a Washington D. C. e Cape Cod (Massachusetts). Prima di entrare nell'industria, ha lavorato come bagnino, fisioterapista e modella erotica.
Nel novembre 2012, a 34 anni ha iniziato la sua carriere da attrice porno, nella categoria MILF.
Come attrice ha lavorato con diverse case di produzione quali Pure Taboo, New Sensations, Girlsway, Elegant Angel, Forbidden Fruits Film, Tushy, Evil Angel, Girlfriends Film, Blacked, Metro, Jules Jordan Video, Penthouse, Brazzers, Zero Tolerance, Reality Junkies, Lethal Hardcore, Gli Wood Productions, Hard X o Wicked Pictures. Ha tatuato un piccolo delfino sul fianco destro.
Nel 2015 ha diretto il suo primo film: Blondes, Birds and Bees.
Per quattro edizioni consecutive (2014-2017) ha ricevuto la candidatura nei Premi AVN ad Artista MILF/Cougar dell'anno. Per la stessa categoria, nel 2016 ha ricevuto una nomination nei Premi XBIZ.
Sempre nel 2016 ha preso parte alla terza edizione del "DP Star", un talent show prodotto dalla casa di produzione Digital Playground. Nel 2021 ha firmato un contratto in esclusiva con Brazzers. Ha due tatuaggi: un piccolo delfino sul fianco destro e una piccola farfalla all'interno della caviglia destra.
Al 2022 ha girato più di 1300 film come attrice e vinto 3 AVN Awards, di cui 2 come Milf Performer of the Year. Nel 2023 è stata eletta Performer dell'anno dagli XBIZ Awards.

## Riconoscimenti
- AVN Awards
  - 2018 – MILF Performer of the Year[11]
  - 2019 – MILF Performer of the Year[12]
  - 2020 – Most Outrageous Sex Scene per The Ghost Rocket (Future Darkly: The Complete Second Season | DVD) con Michael Vegas[13]
  - 2021 – MILF Performer of the Year[14]
  - 2023 – MILF Performer of the Year[15]
  - 2025 – MILF Performer of the Year[16]
  - 2025 – Best Sex Scene - Foursome/Orgy per Brazzers Present: 20 for 20 con Angela White, Alexis Fawx, Kayley Gunner, Lily Lou, Abigail Morris, Kira Noir, Ryan Reid, Gal Ritchie, Queenie Sateen, Luna Star, Monique Alexander, Mick Blue, Hollywood Cash, Manuel Ferrara, Ricky Johnson, JMac, Alex Jones, Keiran Lee, Isiah Maxwell, Scott Nails e Van Wylde[17]
- XBIZ Awards
  - 2017 – MILF Performer Of The Year[18]
  - 2021 – MILF Performer Of The Year[19]
  - 2021 – Best Sex Scene - Trans per Trans-Active con Chanel Santini[20]
  - 2025 - Best Sex Scene - Feature Movie per Project X con Mick Blue[21]
  - 2025 – Best Sex Scene - Orgy/Group per Brazzers Present: 20 for 20 con Monique Alexander, Alexis Fawx, Kayley Gunner, Lily Lou, Abigail Morris, Kira Noir, Ryan Reid, Gal Ritchie, Queenie Sateen, Luna Star, Angela White, Mick Blue, Hollywood Cash, Manuel Ferrara, Ricky Johnson, JMac, Alex Jones, Keiran Lee, Isiah Maxwell, Scott Nails e Van Wylde[22]
- XRCO Award
  - 2017 – MILF of the Year[23]
  - 2018 – MILF of the Year[24]
- XCritic Awards
  - 2018 – Best MILF Performer[25]
  - 2020 – Best MILF Performer[26]
  - 2021 – Best MILF[27]
- Spank Bank Awards
  - 2016 – Vincitrice per Doctor of Physical Therapy. Literally and Figuratively (Technical Award)[28]
  - 2016 – Vincitrice per The Sexy Divorcee We ALL Wish Would Move In Next Door(Technical Award)[28]
  - 2017 – Vincitrice per Hardest Working Ho in Ho Biz[29]
  - 2017 – Vincitrice per Best Thong Wedgie (Technical Award)[29]
  - 2018 – Vincitrice per Size Queen[30]
  - 2018 – Vincitrice per Most Likely to Include Blowjobs as a Form of Pain Management (Technical Award)[30]
  - 2018 – Vincitrice per The 46th President of the United States of America (Technical Award)[30]
  - 2019 – Vincitrice per Magnificent MILF of the Year[31]
  - 2019 – Vincitrice per Mistress of the Strap On[31]
  - 2019 – Vincitrice per The Shire’s Favorite Pornstar (Technical Award)[31]
  - 2020 – Vincitrice per Best Breasts[32]
  - 2020 – Vincitrice per Master of Missionary[32]
  - 2020 – Vincitrice per Masterful Masseuse of the Year[32]
  - 2020 – Vincitrice per Best New Sports League Founder (Technical Award)[32]